# سوزانا هوكينز
سوزانا هوكينز (بالإنجليزية: Susanna Hawkins)‏ (1787 - 1868)؛ كاتِبة وشاعرة بريطانية.